# 城ヶ崎海岸駅

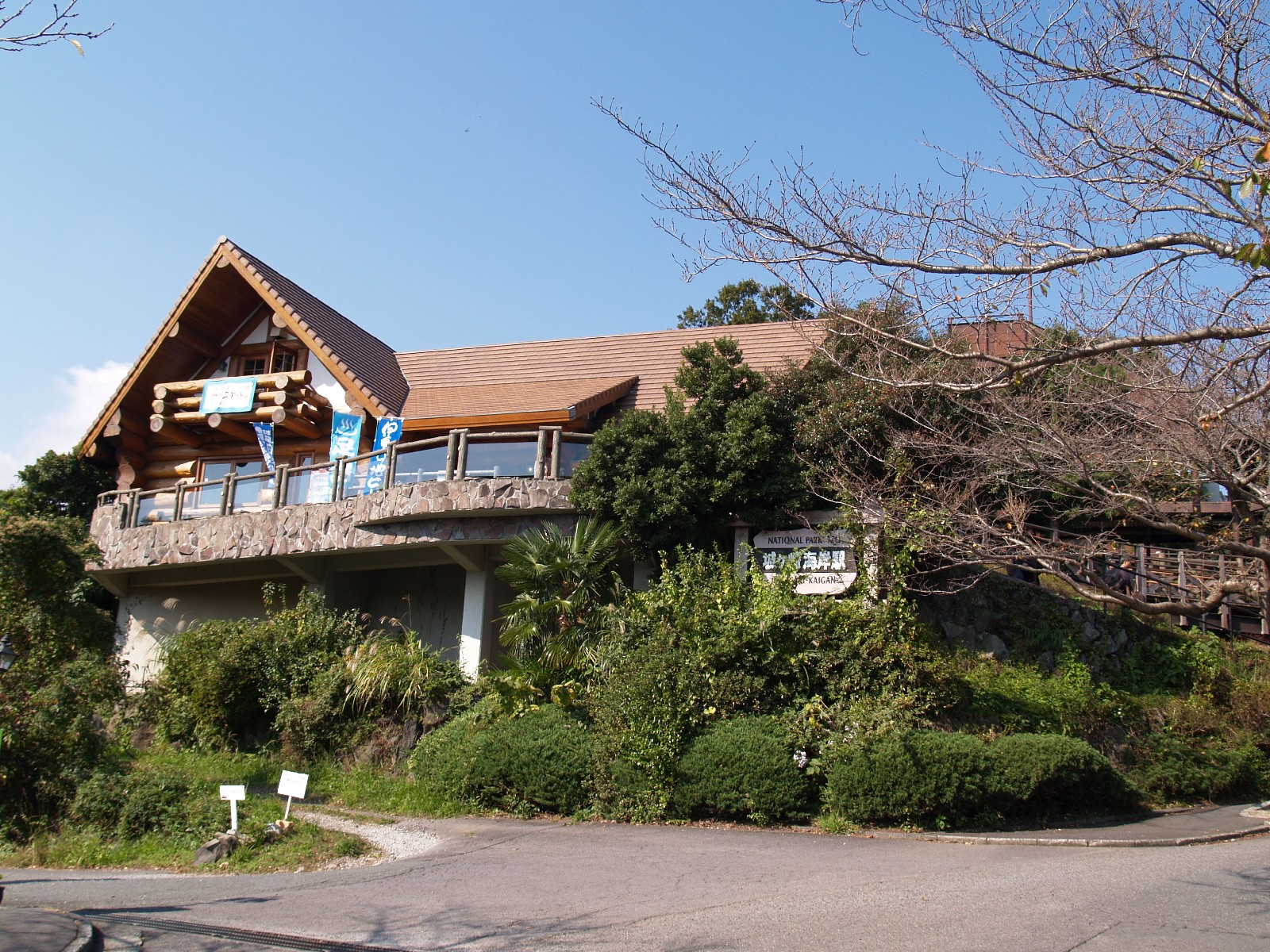
駅舎（全体、2008年11月）

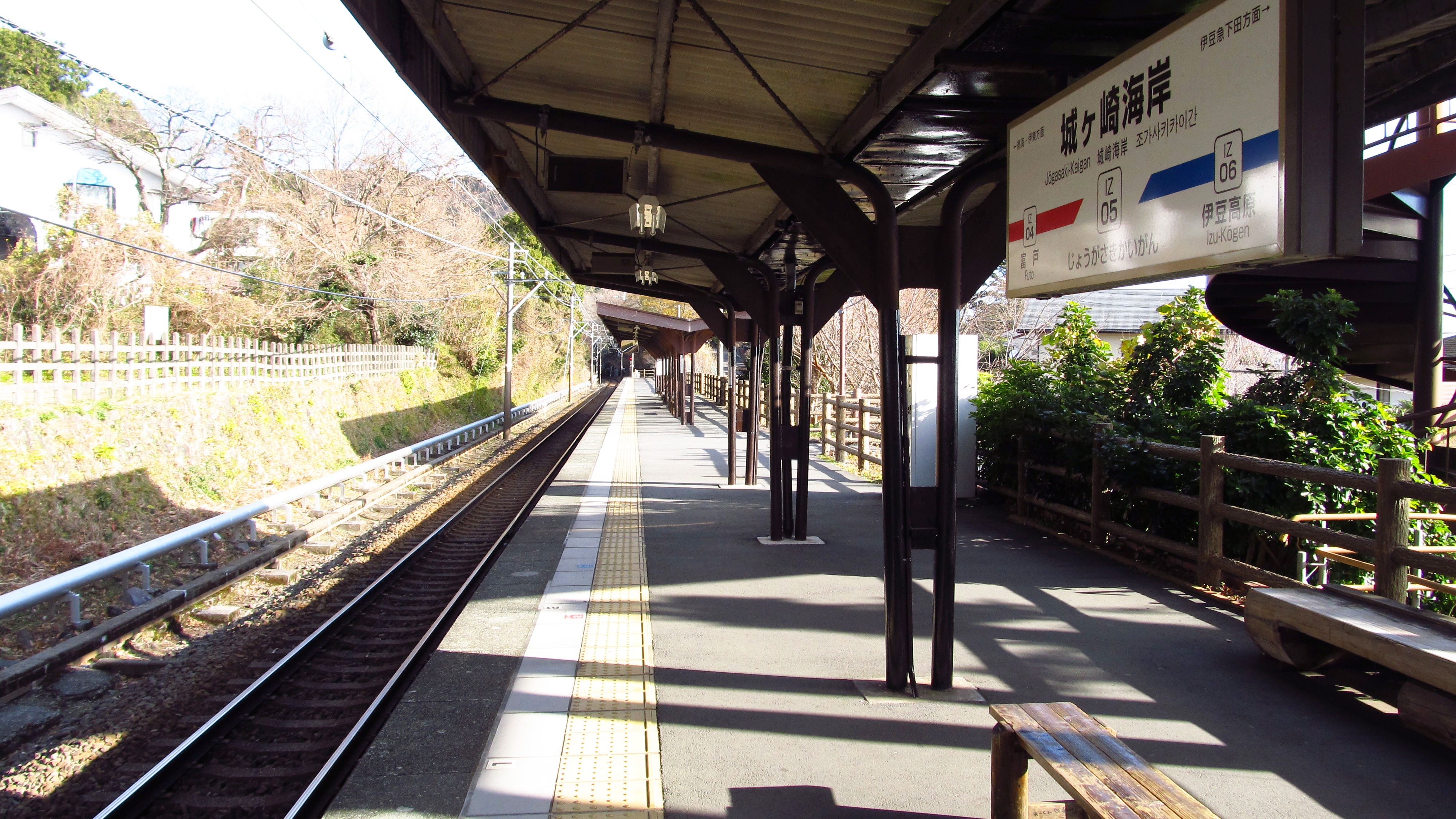
ホーム（2018年1月）

城ヶ崎海岸駅（じょうがさきかいがんえき）は、静岡県伊東市富戸にある、伊豆急行伊豆急行線の駅である。駅番号はIZ05。
伊豆急行線の開業当初は設置されていなかった。

## 歴史
- 1972年（昭和47年）3月15日：富戸 - 伊豆高原間に当駅新設。
- 1991年（平成3年）：伊豆急行線開通30周年記念事業で駅舎をログハウス造りに改築。
- 2021年（令和3年）1月16日：無人化[1]。

## 駅構造
単式ホーム1面1線を有する地上駅。ログハウス造りの駅舎を併設しているが、駅員は配置されていない。
駅構内には売店と喫茶店が設置されていたが廃止。元売店スペースにはコインロッカーが設置されている。
駅前には伊豆急東海タクシーの乗り場があったが、無人駅化以降廃止された。
トヨタシェアダイハツステーション カーシェア 1台設置あり。
構内ホーム伊豆高原駅寄りに足湯の温泉「ぽっぽの湯」(無人化以降休止中)がある（営業時間：10時 - 19時）。

### 構内
- SuicaおよびSuicaと相互利用可能なICカード（PASMO等）は、伊豆急行線内全駅で利用可能であるが、当駅は無人化の前にチャージ機が撤去され、チャージサービスには対応していない。

## 利用状況
- 2020年（令和2年）度の1日平均乗車人員は200人である。

近年の1日平均乗車人員の推移は以下の通りである。
| 年度               | 1日平均 乗車人員 | 出典     |
| ------------------ | ---------------- | -------- |
| 1993年（平成05年） | 950              | [ * 1 ]  |
| 1994年（平成06年） | 838              | [ * 2 ]  |
| 1995年（平成07年） | 753              | [ * 3 ]  |
| 1996年（平成08年） | 735              | [ * 4 ]  |
| 1997年（平成09年） | 704              | [ * 5 ]  |
| 1998年（平成10年） | 648              | [ * 6 ]  |
| 1999年（平成11年） | 612              | [ * 7 ]  |
| 2000年（平成12年） | 569              | [ * 8 ]  |
| 2001年（平成13年） | 549              | [ * 9 ]  |
| 2002年（平成14年） | 484              | [ * 10 ] |
| 2003年（平成15年） | 443              | [ * 11 ] |
| 2004年（平成16年） | 414              | [ * 12 ] |
| 2005年（平成17年） | 421              | [ * 13 ] |
| 2006年（平成18年） | 419              | [ * 14 ] |
| 2007年（平成19年） | 421              | [ * 15 ] |
| 2008年（平成20年） | 400              | [ * 16 ] |
| 2009年（平成21年） | 379              | [ * 17 ] |
| 2010年（平成22年） | 346              | [ * 18 ] |
| 2011年（平成23年） | 353              | [ * 19 ] |
| 2012年（平成24年） | 336              | [ * 20 ] |
| 2013年（平成25年） | 328              | [ * 21 ] |
| 2014年（平成26年） | 338              | [ * 22 ] |
| 2015年（平成27年） | 347              | [ * 23 ] |
| 2016年（平成28年） | 373              | [ * 24 ] |
| 2017年（平成29年） | 374              | [ * 25 ] |
| 2018年（平成30年） | 357              | [ * 26 ] |
| 2019年（令和元年） | 359              | [ * 27 ] |
| 2020年（令和02年） | 200              | [ * 28 ] |

## 駅周辺
当駅は海岸線から1 km以上離れた内陸部に位置しており、駅名の由来である城ヶ崎海岸は直線距離で東へ約1.5 km離れている。
- 城ヶ崎海岸（門脇吊橋）
- 伊豆海洋公園
- 静岡県立伊東高等学校城ケ崎分校
- 怪しい少年少女博物館
- ルネッサ城ヶ崎
- 国道135号
- 静岡県道109号伊東川奈八幡野線
- 東急ストア 伊豆高原店

## バス路線
「城ヶ崎駅口」停留所にて、東海バス（伊東営業所）の路線が発着する。
- I31・I32・I33・I37：伊東駅
- I31・I33：伊豆高原駅 ※朝夕運転
- I32：伊豆海洋公園 ※昼間運転 / 蓮着寺口 ※夜1本のみ

このほか、一つ隣の「蓮着寺口」停留所にて、日中時間帯に伊豆海洋公園・伊豆高原駅方面行きのバスが毎時2本ほど発着する。

## 隣の駅
伊豆急行
 伊豆急行線
富戸駅 (IZ04) - 城ヶ崎海岸駅 (IZ05) - 伊豆高原駅 (IZ06)

### 記事本文
1. 1 2  『駅の窓口営業形態の変更および終電時刻の繰上げ等につきまして』（PDF）（プレスリリース）伊豆急行、2020年12月18日。オリジナルの2020年12月20日時点におけるアーカイブ。2020年12月21日閲覧。

### 利用状況
静岡県統計年鑑
1. ↑  静岡県統計年鑑1993（平成5年） (PDF)
2. ↑  静岡県統計年鑑1994（平成6年） (PDF)
3. ↑  静岡県統計年鑑1995（平成7年） (PDF)
4. ↑  静岡県統計年鑑1996（平成8年） (PDF)
5. ↑  静岡県統計年鑑1997（平成9年） (PDF)
6. ↑  静岡県統計年鑑1998（平成10年） (PDF)
7. ↑  静岡県統計年鑑1999（平成11年） (PDF)
8. ↑  静岡県統計年鑑2000（平成12年） (PDF)
9. ↑  静岡県統計年鑑2001（平成13年） (PDF)
10. ↑  静岡県統計年鑑2002（平成14年） (PDF)
11. ↑  静岡県統計年鑑2003（平成15年） (PDF)
12. ↑  静岡県統計年鑑2004（平成16年） (PDF)
13. ↑  静岡県統計年鑑2005（平成17年） (PDF)
14. ↑  静岡県統計年鑑2006（平成18年） (PDF)
15. ↑  静岡県統計年鑑2007（平成19年） (PDF)
16. ↑  静岡県統計年鑑2008（平成20年） (PDF)
17. ↑  静岡県統計年鑑2009（平成21年） (PDF)
18. ↑  静岡県統計年鑑2010（平成22年） (PDF)
19. ↑  静岡県統計年鑑2011（平成23年） (PDF)
20. ↑  静岡県統計年鑑2012（平成24年） (PDF)
21. ↑  静岡県統計年鑑2013（平成25年） (PDF)
22. ↑  静岡県統計年鑑2014（平成26年） (PDF)
23. ↑  静岡県統計年鑑2015（平成27年） (PDF)
24. ↑  静岡県統計年鑑2016（平成28年） (PDF)
25. ↑  静岡県統計年鑑2017（平成29年） (PDF)
26. ↑  静岡県統計年鑑2018（平成30年） (PDF)
27. ↑  静岡県統計年鑑2019（令和元年） (PDF)
28. ↑  静岡県統計年鑑2020（令和2年） (PDF)